# 君に聞かせる物語
『君に聞かせる物語』は、大石昌良によるソロ6作目のオリジナルアルバム。2016年7月13日にSPACE SHOWER NETWORKより発売された。

## 概要
前作「大石昌良の弾き語りラボ」から約7か月ぶりのアルバム。2013年にリリースした「マジカルミュージックツアー」と同様、大石昌良が全曲作詞・作曲・編曲した完全セルフプロデュース作品である。
ライブ会場限定で販売されていた「ダイヤモンド」、また弾き語り作品である「PHASE ONE」「大石昌良の弾き語りラボ」など、過去に発表された楽曲も本作にリアレンジして収録されている。
初回限定版には「ファイヤー！」のミュージックビデオと、大石昌良と浅沼晋太郎によるトークセッションが約40分収録されている。

## 収録曲
作詞・作曲・編曲 大石昌良
1. ソングライター [3:26]
2. 眼鏡ダーリン [3:33]
前作「大石昌良の弾き語りラボ」とは別のテイク。本作のテーマに沿ったオーケストラ風のアレンジになっている。
3. 都会の蝉は夜に鳴く [2:43]
4. 別れの種だね [5:23]
かつてライブ会場などで販売されていた「PHASE ONE」にて初収録。本作用にリアレンジして新録されている。
5. 終焉的メロドラマ [3:37]
6. ファイヤー！ [4:32]
「大石昌良の弾き語りラボ」収録の音源に打ち込みによるアレンジを加えたリミックスバージョン。
7. ミュージックブレイク [3:16]
8. はじまりのメロディ [3:02]
9. 耳の聞こえなくなった恋人とそのうたうたい [5:19]
大石自身の実体験を元に作られた楽曲。「別れの種だね」同様に「PHASE ONE」に初収録。
後にミュージックビデオ作品としてDVDがリリースされた。監督は浅沼晋太郎が務めている。
10. ダイヤモンド [5:23]
2010年発表の会場限定シングル。表記はないがアルバムバージョン。

## DVD(初回限定版)
1. ファイヤー! (Music Video)
2. 大石昌良×浅沼晋太郎 トークセッション (Special Movie)